# Louise Lasser
Louise Lasser, née le 11 avril 1939 à New York) est une actrice américaine. Elle fut l'épouse de Woody Allen de 1966 à 1970.

## Filmographie partielle
- 1969 : Prends l'oseille et tire-toi de Woody Allen : Kay Lewis
- 1971 : Bananas de Woody Allen : Nancy
- 1972 : Tout ce que vous avez toujours voulu savoir sur le sexe (sans jamais oser le demander) de Woody Allen : Gina
- 1973 : La Chasse aux dollars de Howard Zieff : Mary Fenaka
- 1980 : La Bible ne fait pas le moine : Mary
- 1996 : Layin' Low de Danny Leiner : Mrs. Muckler
- 1998 : Happiness de Todd Solondz : Mona Jordan
- 1999 : Mystery Men de Kinka Usher : Violette, la mère du Fakir Bleu
- 2000 : Fast Food, Fast Women d'Amos Kollek : Emily
- 2000 : Requiem for a Dream de Darren Aronofsky : Ada
- 2001 : Queenie in Love d'Amos Kollek : Martha